# Surpoids
Wikipédia ne donne pas d'avis médical : seul un professionnel (médecin, pharmacien, etc.) est habilité à le faire.

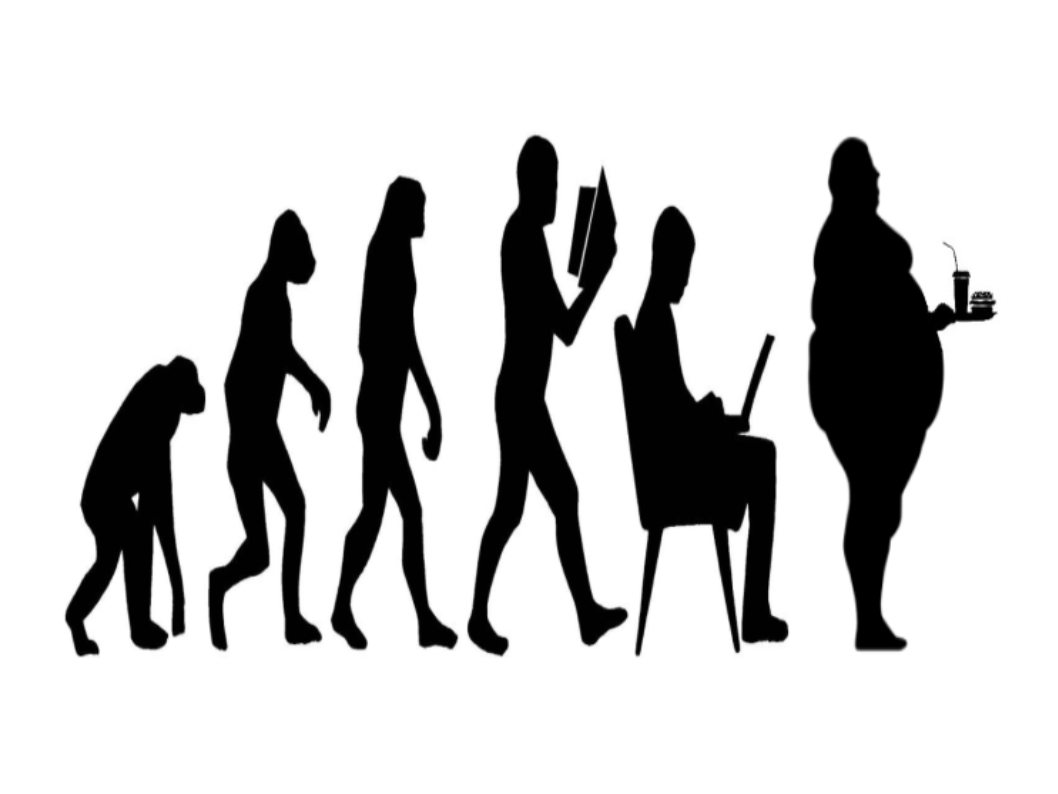
Cette parodie de la Marche du Progrès rappelle qu'en 2000, l'humanité a atteint un point de repère historique. Pour la première fois dans l'évolution humaine, le nombre d'adultes en surcharge pondérale a dépassé celui des personnes dont le poids est insuffisant.

Le surpoids correspond à une accumulation anormale et excessive de graisse qui présente un risque pour la santé. 
Selon l'Organisation mondiale de la santé, chez l'humain adulte (plus de 18 ans), un individu est dit en surpoids quand son indice de masse corporelle (IMC) est compris entre 25 kilogrammes par mètre carré (kg/m2) et 30 kg/m2. D'autres critères existent pour les moins de 18 ans, par exemple proposé par l’International Obesity Task Force.

## Être humain
La mortalité croît statistiquement, dès que l'indice de masse corporelle dépasse 25 kg m−2 et l'espérance de vie diminue d'autant plus que cet indice est haut. L'IMC n'est toutefois pas un indicateur mesurant la répartition des graisses chez les individus, répartition qui représente davantage un danger pour la santé que sa masse globale. Au-delà d'un IMC de 30, la personne est considérée comme obèse.
Une personne pesant 84 kg et mesurant 1,75 m a un IMC de {\displaystyle {\frac {84\;\mathrm {kg} }{1,75\;\mathrm {m} \times 1,75\;\mathrm {m} }}\approx 27,4\;\mathrm {kg} .\mathrm {m} ^{-2}}. Cette personne est donc théoriquement en surpoids.

### Prévalence
En 2014, le surpoids concerne 1,9 milliard d’adultes, soit 39 % de la population adulte mondiale en 2014, et parmi elles 600 millions de personnes (13 % des adultes) sont obèses. 41 millions d’enfants de moins de 5 ans sont en surpoids ou obèses au même moment. En Angleterre, en 2019, 68 % des hommes adultes et 60 % des femmes adultes sont affectés de surpoids. Aux États-Unis la situation s'aggrave y compris chez les enfants et adolescents ; 
Selon une étude publiée fin 2024 dans The Lancet, en 2021, aux États-Unis, près de la moitié des adolescents et les trois quarts des adultes étaient en surpoids ou obèses (soit 208 millions de personnes ; deux fois plus qu'en 1990). Si cette tendance se prolonge, d’ici à 2050, plus de 80 % des adultes et près de 60 % des adolescents américains seront concernés.
La malbouffe encouragée par la publicité, mais aussi l'environnement socioéconomique sont en cause ; ainsi, en France 24 % des enfants d’ouvriers, contre 12 % des enfants de cadres sont en surpoids, selon une étude publiée en août 2019 par la Direction de la recherche, des études, de l’évaluation et des statistiques (Drees).
D'autres facteurs, récents, sont un usage accru des écrans lumineux (téléphone portable, TV, ordinateurs, vidéoprojecteurs, etc.) générateurs de troubles de sommeil, de désocialisation, de dépression et de fatigue, ces symptômes étant des facteurs de déséquilibre alimentaire et de manque d'activité physique, ce qui a aussi des effets délétères sur le maintien d'un poids normal.

## Chat
Avec l'obésité féline, le surpoids est un problème grandissant chez le chat domestique. Il s'agit d'un facteur de risque pour l'apparition du diabète félin. Le surpoids se détermine par l'évaluation du score corporel.